# Online vásárlás
Az online vásárlás a vásárlás azon formája, ahol a kirakat és az egész árukészlet megjelenik a képernyőnkön, így otthonunkból kényelmesen válogathatunk a legkülönfélébb árukból. Ezen igények kielégítésére megjelentek az úgynevezett webshopok, webáruházak, online shop-ok, e-üzletek, ahol egy-egy gyártó összes termékét megnézhetjük.  Tehát az internetes vásárlás olyan szerződés, amely a kereskedő és a fogyasztó egyidejű jelenlétének hiányában köttetik. A fogyasztó az eladó (szolgáltató) által üzemeltetett internetes áruházban  virtuális módon, az egérrel történő kattintások vagy e-mail útján rendeli meg a kiválasztott terméket.

## Az online vásárlás menete
A virtuális vásárlási  folyamat magában foglalja az előzetes regisztrációt, a honlapon megjelenített árukatalógusban való böngészést, a termékek kiválasztását és kosárba helyezését, a kosár tartalmának frissítését, esetleg törlését, a teljesítési és szállítási feltételek kiválasztását, a „pénztárban” való fizetést, a megrendelés leadását, valamint a szolgáltatótól a megrendelésre küldött visszaigazolását is.

## Az online vásárlás előnyei, hátrányai
Az Európai Fogyasztói Központ (EFK) magyarországi honlapján felhívja a fogyasztók figyelmét arra, hogy más országok webáruházaiban történő internetes vásárlások során legyenek fokozottan körültekintőek a fizetési módozatok megválasztásánál. Előfordul, hogy bizonyos esetben a külföldi eladó különösen kedvező árakat kínál, ezért tájékozódjanak akár több helyen is az adott termék átlagáráról, annak érdekében, hogy ne érje őket kellemetlen meglepetés a vásárlást követően. Fontos tudni, hogy  webáruházból való rendelés esetén az eladó általában (nem minden esetben) csak a vételár előzetes kifizetése után vállalja a termék leszállítását, melyért külön díjazást számol fel. Bár az online vásárlás gyors és kényelmes vásárlási forma, az EFK azt tanácsolja a fogyasztóknak, hogy mindig válasszanak valamilyen biztonságos fizetési módot, így sok veszélytől óvhatják meg magukat, emellett felhívja a figyelmet arra is, hogy a felhasználók mindig  gondolják át, milyen személyes adatokat adnak meg és tesznek hozzáférhetővé magukról a világhálón.  Az online vásárlás nemcsak előnyökkel, hanem bizonyos mértékű kockázattal is jár, amellyel feltétlenül tisztában kell lenni.

## Az online vásárlás mérése
Az online világban az a jó, hogy szinte bármi mérhető. Így van ez a vásárlással is. Az online vásárlás teljes folyamata mérhető a termék megtekintésétől kezdve egészen a fizetésig. Ma már egy webáruházban alap, hogy az analitikában ezek be legyenek jól állítva, mert az így kapott információkat elemezve optimalizálni, vagy akár növelni is tudjuk a bevételt.

## Törvényesség
Az NFH (Nemzeti Fogyasztóvédelmi Hatóság) szerint a szolgáltatóra vonatkozó adatokról és az elektronikus szerződéskötés lépéseivel kapcsolatban az elektronikus kereskedelmi szolgáltatások, valamint az információs társadalommal összefüggő szolgáltatások egyes kérdéseiről szóló 2001. évi CVIII. törvény tartalmaz rendelkezéseket, az elállási jog gyakorlásának részletes feltételeit a távollevők között kötött szerződésekről szóló 17/1999. (II. 5.) Kormányrendelet szabályozza. Természetesen az internetes vásárlásokra is vonatkoznak a fogyasztóvédelemről szóló 1997. évi CLV. törvény és a Polgári törvénykönyv rendelkezései, a legfontosabb tudnivaló az, hogy az online fogyasztónak is vannak jogai!